# Leoš Svárovský
Leoš Svárovský (Jablonec nad Nisou, 17 maggio 1961) è un flautista e direttore d'orchestra ceco.

## Biografia
Dopo essersi diplomato in flauto al Conservatorio di Praga, esordì nel mondo della musica di tale strumento. 
Rinomato solista nel 1981, studiò direzione d'orchestra fino al 1987 presso l'Accademia Ceca di musica e arte drammatica (Prague Academy of Performing Arts), iniziando la sua carriera di direttore nell '85. Allievo di Václav Neumann, divenne assistente di Zdeněk Košler al Teatro Nazionale di Praga. 
Successivamente, diresse le seguenti orchestre: l'Orchestra di Musica da Camera di Praga, la Janaček Philharmonic Orchestra Ostrava, l'Orchestra Filarmonica di Brno, l'Orchestra Statale di Musica da Camera della città di Žilina, l'Orchestra filarmonica Ceca di Musica da camera della città di Pardubice e l'Orchestra dell'Opera Statale di Praga.
Nel '91 vinse il Premio musicale Herbert von Karajan, fatto che gli permise di poter studiare con sir Georg Solti. DAl 2007 al 2018 è stato il direttore d'orchestra permanente della Filarmonica Slovacca.